# ドッグフィッシュ (潜水艦)
ドッグフィッシュ (USS Dogfish, SS-350) は、アメリカ海軍の潜水艦。バラオ級潜水艦の一隻。艦名はツノザメ目各種の総称に因んで命名された。

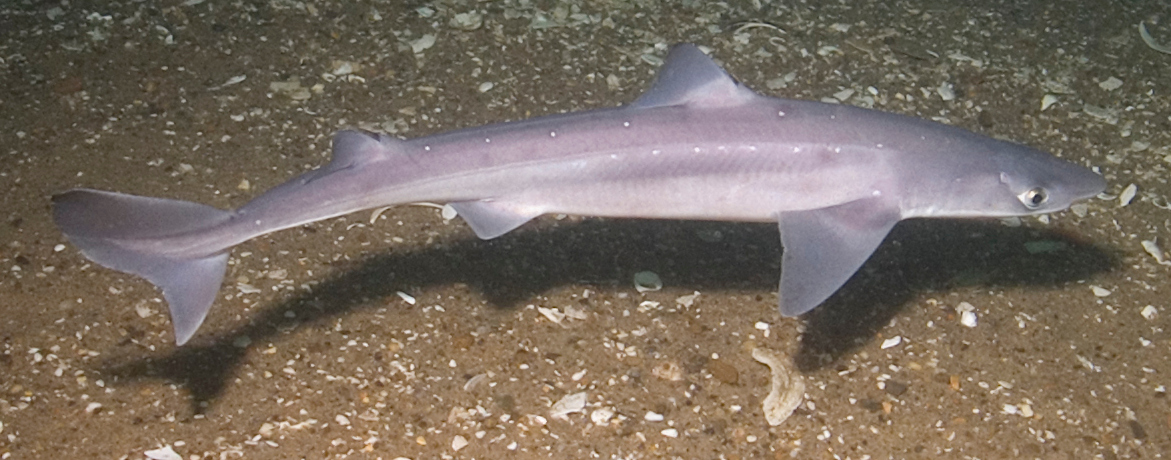
アブラツノザメ（Spiny dogfish）

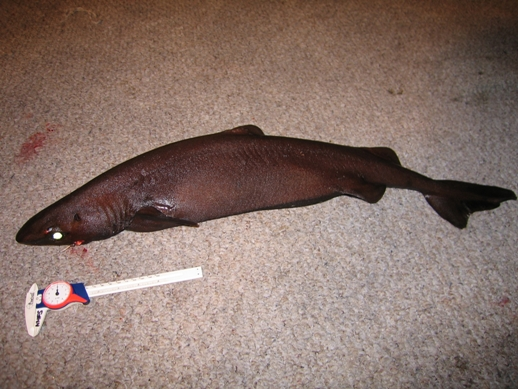
ビロウドザメ（Velvet dogfish）

## 艦歴
ドッグフィッシュは1944年6月22日にコネチカット州グロトンのエレクトリック・ボート社で起工した。1945年10月27日にA・M・モーガン夫人によって命名、進水し、1946年4月29日に艦長T・S・バスケット中佐の指揮下就役する。
ドックフィッシュはコネチカット州ニューロンドンから出航し、カリブ海、バミューダで訓練活動に従事した。その後1947年8月から1948年4月までフィラデルフィア海軍造船所でオーバーホールおよび近代化改修が行われ、改修後はニューロンドンで通常の作戦任務と実験プロジェクトに従事した。1948年10月31日から11月19日まで、フロリダ海域からラブラドールとグリーンランド間のデービス海峡へ及ぶ大規模な艦隊練習に参加した。
ドックフィッシュは1949年2月4日から4月3日にかけてスコットランド、イギリス、フランスを訪問し、1952年2月および3月にはハッテラス岬沖での船団演習に参加した。続く3年に渡って東海岸およびカリブ海での作戦活動に従事した。
1955年3月1日にニューロンドンを出航し、初めての地中海配備のため第6艦隊と合流する。ドッグフィッシュは6月6日に母港に帰還した。翌年にはNATOの演習「Operation New Broom」に参加し、その間の1956年6月4日から14日までノバスコシア州ハリファックスを訪問した。11月8日にドックフィッシュはニューロンドン沖で火災を発生したトロール船アグダ (Agda) の消火を行った。
ドックフィッシュは新型機材評価のため1958年1月31日から4月12日までスコットランドのファスレーン湾へ巡航した。その後1959年5月23日から8月8日まで地中海に展開し、10月と11月にはNATOの対潜水艦戦演習に参加した。広範囲オーバーホール後、ドックフィッシュは1960年までニューロンドン沿岸での作戦活動に従事した。
ドックフィッシュは1972年7月28日に除籍され、ブラジルに売却された。ブラジル海軍ではグアナバラ (Guanabara, S-10) と改名され、その後1983年に除籍された。